# Southern All Stars
Southern All Stars (サザンオールスターズ) est un groupe de rock / j-pop japonais, connu aussi sous le nom de SAZAN.
En 2003, le magasin HMV Japan a annoncé que Southern All Stars avait été élu groupe no 1 de pop japonais de tous les temps
Le groupe a vendu plus de 45 millions d'albums dans le Monde (Taïwan en est aussi très friand).

## Les membres du groupe
Les Southern All Stars est un groupe composé de 5 membres.
- Keisuke Kuwata (né le 26 février 1956 à Chigasaki), il est leader du groupe, chanteur et il joue de la guitare. C'est le principal créateur des paroles des chansons du groupe.
- Yuko Hara (né le 11 décembre 1956 à Yokohama, son surnom : "Harabo"), elle joue du clavier, c'est la femme de Keisuke Kuwata, elle a fait aussi une carrière solo très prometteuse.
- Kazuyuki Sekiguchi (né le 21 décembre 1955 à Niigata), il est le bassiste du groupe. Il a également une carrière solo  en parallèle de sa vie dans le groupe.
- Hiroshi Matsuda (né le 4 avril 1956 à Miyazaki), il est le batteur du groupe.
- Hideyuki Nozawa (né le 19 octobre 1954 à Tokyo, son surnom : "Kegani (Hairy Crab)"), il est percussionniste, c'est aussi le bouffon du groupe.

Anciennement, Takashi Omori était l'ancien guitariste du groupe, il le quitta en août 2001.

## Histoire du groupe
Keisuke Kuwata étant étudiant à l'université de Aoyama Gakuin University, il créa un groupe au nom de "Better Days." Durant cette période, il rencontra Yuko Hara et Kazuyuki Sekiguchi.
Southern All Stars débutèrent avec le single, "勝手にシンドバッド (Katte ni Shindobaddo)", sortie le 25 juin 1978. Grâce à leurs techniques vocales et à leurs textes, Southern All Stars rentra très vite dans les charts japonais et devint un groupe incontournable. Très vite leur image de bouffons invétérés enjoua le public, leur consécration viendra en 1979 avec leur troisième single "いとしのエリー (Itoshi no Ellie)". Mais le vrai succès du groupe est leur 44e single "TSUNAMI" qui se vendit à plus de 3 millions d'exemplaires et gagna le 42e prix du Japan Record Grand Prize en 2000. 

## En plus
"Itoshi no Ellie" a été reprise par Ray Charles (entre autres) en 1989 dans une version nommée "Ellie My Love" qui a connu un certain succès dans l'archipel.

## Les caractéristiques de Southern All Stars
Le groupe touche de nombreux styles, incluant : chanson d'amours, ballades, pop, chansons comiques... 

## Discographie

### Singles
| Titre en japonais                                         | Titre en Romaji                                            | Traduction du titre en anglais                                 | Date de sortie    |
| 勝手にシンドバッド                                        | Katte ni SHINDOBADDO                                       | Sinbad without permission                                      | 25 juin 1978      |
| 気分しだいで責めないで                                    | Kibun shidai de Semenaide                                  | Without blaming depending on feelings                          | 25 novembre 1978  |
| いとしのエリー                                            | Itoshi no Ellie                                            | Ellie of Love                                                  | 25 mars 1979      |
| 思い過ごしも恋のうち                                      | Omoisugoshi mo Koi no Uchi                                 | Worrying too much is in love                                   | 25 juillet 1979   |
| C調言葉に御用心                                           | SHIIchou Kotoba ni Goyoujin                                | It is an order mind in condition good word                     | 25 octobre 1979   |
| 涙のアベニュー                                            | Namida no ABENYUU                                          | Avenue of tears                                                | 21 février 1980   |
| 恋するマンスリー・デイ                                    | Koi suru MANSURII DEI                                      | Monthly day of which it falls in love                          | 21 mars 1980      |
| いなせなロコモーション                                    | Inase na ROKOMOOSYON                                       | Chic Rocomortion                                               | 21 May 1980       |
| ジャズマン (JAZZ MAN)                                     | JAZU MAN                                                   | JAZZ MAN                                                       | 21 juin 1980      |
| わすれじのレイド・バック                                  | Wasureji no REIDO BAKKU                                    | Laid back that has been forgotten                              | 21 juillet 1980   |
| シャ・ラ・ラ／ごめんねチャーリー                          | SHA RA RA/Gomenne CHAARII                                  | Sha la la / I'm sorry Charlie                                  | 21 novembre 1980  |
| Big Star Blues (ビッグスターの悲劇)                       | Big Star Blues (BIGGU SUTAA no Higeki)                     | Big Star Blues (Tragedy in Big Star)                           | 21 juin 1981      |
| 栞のテーマ                                                | Shiori no TEEMA                                            | Theme of Shiori                                                | 21 septembre 1981 |
| チャコの海岸物語                                          | CHAKO no Kaigan Monogatari                                 | Coast story of Chaco                                           | 21 janvier 1982   |
| 匂艶 THE NIGHT CLUB                                       | Niji iro The Night Club                                    | Iris The Night Club                                            | 21 May 1982       |
| Ya Ya (あの時代を忘れない)                                | Ya Ya (Ano Toki wo Wasure nai)                             | Ya Ya (That time is not forgotten)                             | 5 octobre 1982    |
| ボディ・スペシャル II (BODY SPECIAL)                      | BODI SUPESHARU TSUU (Body Special)                         | BODY SPECIAL II                                                | 5 mars 1983       |
| EMANON                                                    | Emanon                                                     |                                                                | 5 juillet 1983    |
| 東京シャッフル                                            | Toukyou SHAFFURU                                           | Tokyo Shuffle                                                  | 5 novembre 1983   |
| ミス・ブランニュー・デイ (MISS BRAND-NEW DAY)             | MISU BURANNYUU DEI (Miss Brand-new day)                    | Miss Brand-New Day                                             | 25 juin 1984      |
| Tarako                                                    |                                                            | Cod roe                                                        | 21 octobre 1984   |
| Bye Bye My Love (U are the one)                           |                                                            | Bye Bye My Love (You are the one)                              | 21 octobre 1984   |
| メロディ (Melody)                                         | MERODII (MELODY)                                           | Melody                                                         | 21 octobre 1984   |
| みんなのうた                                              | Minna no Uta                                               | Everyone's song                                                | 25 juin 1988      |
| 女神達への情歌 (報道されないY型の彼方へ)                  | Megami Tachi e no Jouka (Houdou sarenai Y Kei no Kanata e) | Mercy songs to goddesses (Not Reported Y-type's to other side) | 12 avril 1989     |
| さよならベイビー                                          | Sayonara BEIBII                                            | Good-Bye the Baby                                              | 7 juin 1989       |
| フリフリ'65                                               | FURI FURI SIKKUSUTII FAIBU                                 | Fri fri Sixty-five                                             | 21 novembre 1989  |
| 真夏の果実                                                | Manatsu no Kajitsu                                         | Fruits at midsummer                                            | 25 juillet 1990   |
| ネオ・ブラボー!!                                          | NEO BURABOO!!                                              | Neo Bravo!!                                                    | 10 juillet 1991   |
| シュラバ★ラ★バンバ SHULABA-LA-BAMBA／君だけに夢をもう一度 | SHURABA★RA★BANBA/Kimi Dake ni Yume wo Mou Ichido           | SHULABA-LA-BAMBA / The dream only to you again                 | 18 juillet 1992   |
| 涙のキッス                                                | Namida no KISSU                                            | Kiss by tears                                                  | 18 juillet 1992   |
| エロティカ・セブン EROTICA SEVEN                          | EROTIKA SEBUN                                              | EROTICA SEVEN                                                  | 21 juillet 1993   |
| 素敵なバーディー (NO NO BIRDY)                            | Suteki na BAADII (No No Birdy)                             | Wonderful birdie (NO NO BIRDY)                                 | 21 juillet 1993   |
| クリスマス・ラブ (涙のあとには白い雪が降る)               | KURISUMASU RABU (Namida no Ato ni wa Shiroi Yuki ga Furu)  | Christmas Love (A white snow falls after tears)                | 20 novembre 1993  |
| マンピーのG★SPOT                                          | MANPII no G★SPOT                                           | G-spot of Mampe                                                | 22 May 1995       |
| あなただけを ～Summer Heartbreak～                        | Anata dake wo ~Summer Heartbreak~                          | Only You ~Summer heartbreak~                                   | 17 juillet 1995   |
| 愛の言霊 ～Spiritual Message                              | Ai no Kotodama ~Spiritual Message                          | Kotodama of love ~Spiritual message                            | 20 May 1996       |
| 太陽は罪な奴                                              | Taiyou wa Tsumi na Yatsu                                   | The sun is a crime fellow                                      | 25 juin 1996      |
| 01MESSENGER ～電子狂の詩～                                | Zero Wan Messenjhaa ~denshi Kyou no Uta~                   | ZERO-ONE MESSENGER ~Electronic maniac's song~                  | 21 August 1997    |
| BLUE HEAVEN                                               |                                                            |                                                                | 6 novembre 1997   |
| LOVE AFFAIR ～秘密のデート～                              | Love Affair ~Himitsu no DEETO~                             | LOVE AFFAIR ~Secret date~                                      | 11 février 1998   |
| PARADISE                                                  |                                                            |                                                                | 29 juillet 1998   |
| イエローマン ～星の王子様～                               | IEROO MAN ~Hoshi no Oujisama~                              | YELLOW MAN ~Prince in Star~                                    | 25 mars 1999      |
| TSUNAMI                                                   |                                                            |                                                                | 26 janvier 2000   |
| HOTEL PACIFIC                                             |                                                            |                                                                | 19 juillet 2000   |
| この青い空、みどり ～BLUE IN GREEN～                      | Kono Aoi Sora, Midori ~Blue in Green~                      | This blue the sky, and green ~BLUE IN GREEN~                   | 1er novembre 2000 |
| 涙の海で抱かれたい ～SEA OF LOVE～                        | Namida no Umi de Dakare tai ~Sea of Love~                  | I want to be held in the sea of tears ~SEA OF LOVE~            | 23 juillet 2003   |
| 彩 ～Aja～                                                | Aya ~AJA~                                                  | Coloring ~Aja~                                                 | 14 avril 2004     |
| 君こそスターだ／夢に消えたジュリア                        | Kimi koso SUTAA da/Yume ni Kieta JURIA                     | Only you are a star / Juria that disappears in dream           | 21 juillet 2004   |
| 愛と欲望の日々／LONELY WOMAN                              | Ai to Yokubou no Hibi                                      | Every day of love and desire / LONELY WOMAN                    | 24 novembre 2004  |
| BOHBO No.5／神の島遥か国                                  | Bohbo Number-five/Kami no Shima Haruka Kuni                | BOHBO No.5 / God's island, the world so far                    | 20 juillet 2005   |
| DIRTY OLD MAN ～さらば夏よ～                              | Dirty Old Man ~Saraba Natsu yo~                            | DIRTY OLD MAN ~Good-bye summer~                                | 9 août 2006       |
| I AM YOUR SINGER                                          |                                                            |                                                                | 6 août 2008       |
| Tokyo Victory                                             |                                                            |                                                                | 22 septembre 2014 |

### Albums de SAZAN
| Titre en japonais      | Titre en Romaji                   | Traduction du titre en anglais                   | Date de sortie    |
| 熱い胸さわぎ           | Atsu i Muna Sawagi                | Hot Uneasiness                                   | 25 August 1978    |
| 10ナンバーズ・からっと | Ten NANMAAZU KARATTO              | Ten“Numbers”Carat                                | 5 avril 1979      |
| タイニイ・バブルス     | TAINII BABURUSU                   | Tiny Bubbles                                     | 21 mars 1980      |
| ステレオ太陽族         | SUTEREO TAIYOUZOKU                | The Stereo Sun family                            | 21 juillet 1981   |
| NUDE MAN               |                                   |                                                  | 21 juillet 1982   |
| 綺麗                   | Kirei                             | Beauty                                           | 5 juillet 1983    |
| 人気者で行こう         | Ninki Mono de Ikou                | Let's go by a Popular Person                     | 7 juillet 1984    |
| KAMAKURA               |                                   |                                                  | 14 septembre 1985 |
| Southern All Stars     |                                   |                                                  | 13 janvier 1990   |
| 世に万葉の花が咲くなり | Yo ni Manyou no Hana ga Saku nari | The flower of Myriad leaves blooms in the world. | 26 septembre 1992 |
| Young Love             |                                   |                                                  | 20 juillet 1996   |
| さくら                 | Sakura                            | Cherry blossoms                                  | 21 octobre 1998   |
| キラーストリート       | KIRAA SUTORIITO                   | Killer Street                                    | 5 octobre 2005    |

### Best Of
| Titre en japonais  | Titre en Romaji                     | Traduction du titre en anglais | Date de sortie  |                                   |                                          |                                       |                 |        |  |  |              |            |              |               |              |                                 |                                   |                               |                  |
| バラッド '77～'82  | BARADDO Seventy-Seven~Eighty-Two    | BALLADE '77~'82                | 5 décembre 1982 |                                   |                                          |                                       |                 |        |  |  |              |            |              |               |              |                                 |                                   |                               |                  |
| バラッド2 '83～'86 | BARADDO Two Eighty-Three~Eighty-Six | BALLADE 2 '83~'86              | 21 juin 1987    | すいか SOUTHERN ALL STARS 61SONGS | Suika Southern all stars Sixty-One Songs | Watermelon Southern All Stars 61Songs | 21 juillet 1989 | HAPPY! |  |  | 24 juin 1995 | 海のYeah!! | Umi no YEAH! | Sea of Yeah!! | 25 juin 1998 | バラッド3 ～the album of LOVE～ | BARADDO Three ~The album of love~ | BALLADE 3 ~the album of Love~ | 22 novembre 2000 |

### Autres Albums
| Titre en japonais                              | Titre en Romaji | Traduction du titre en anglais                  | Date de sortie               |
| 稲村ジェーン                                   | Inamura Jeen    | Inamura Jane                                    | 1er septembre 1990           |
| 江ノ島 ～Southern All Stars Golden Hits Medley |                 | Enoshima ~Southern All Stars Golden Hits Medley | 21 juin 1987 (Name Is Z-Dan) |

### Albums spéciaux
| Titre en japonais                  | Titre en Romaji                | Traduction du titre en anglais | Date de sortie   |                                |                          |                          |                 |                         |  |  |                 |              |  |                     |                 |        |  |  |               |                                  |                                    |                                   |                  |
| ベスト・オブ・サザンオールスターズ | BESUTO OBU SAZANN OORU SUTAAZU | Best of Southern All Stars     | 25 novembre 1979 |                                |                          |                          |                 |                         |  |  |                 |              |  |                     |                 |        |  |  |               |                                  |                                    |                                   |                  |
| Kick Off!                          |                                |                                | 5 juillet 1980   | アーリー・サザンオールスターズ | AARII SAZAN OORU SUTAAZU | Early Southern All Stars | 5 décembre 1980 | SOUTHERN ALL STARS BEST |  |  | 21 octobre 1981 | BEST ONE '82 |  | Best One Eighty-Two | 21 octobre 1981 | Shout! |  |  | 1er mars 1982 | 原由子 with サザンオールスターズ | Hara Yuuko With SAZAN OORU SUTAAZU | Yuko Hara With Southern All Stars | 16 décembre 1983 |